# Vítězslav Rašík
Vítězslav Rašík (* 7. November 1973) ist ein tschechischer Schachgroßmeister.

## Karriere
Rašík war im Jahre 1992 der letzte Meister der damaligen Tschechoslowakei. Ein Jahr später wurde ihm von der FIDE der Titel eines Internationalen Meisters zugesprochen, dem erst 2017 der Großmeistertitel folgte.
Seine beste je erreichte Elo-Zahl war 2516 im September 2012.
In der Saison 2016/17 spielte er für die Schachfreunde Schöneck in der 2. Bundesliga Süd und für den ŠK Labortech Ostrava in der tschechischen Extraliga. 2006/07 hatte er für den SK Passau gespielt. Die tschechische Extraliga hatte er in der Saison 2002/03 mit TJ TŽ Třinec gewonnen.